# Alexander Leo Soldenhoff

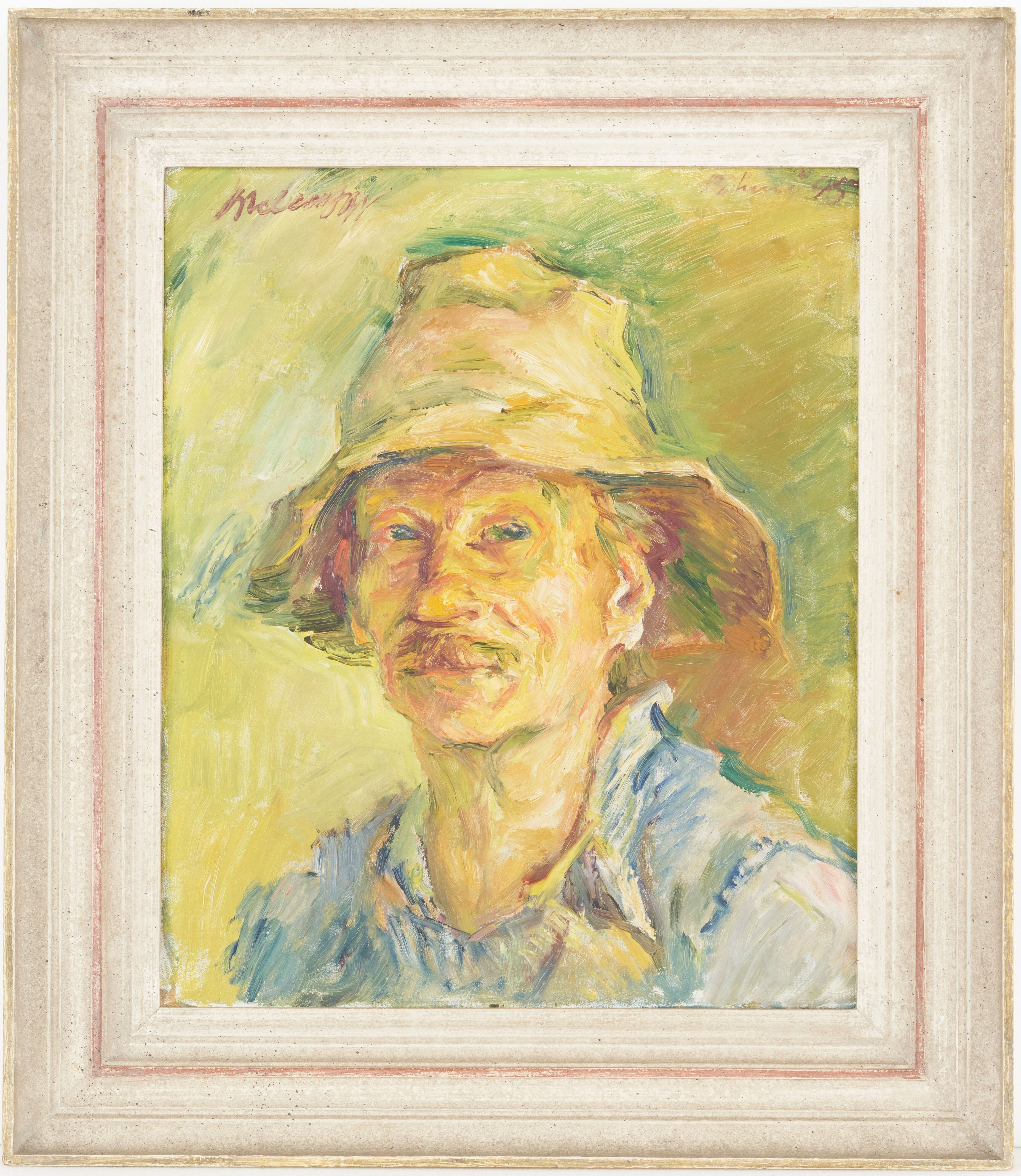
Alexander Leo Soldenhoff: Selbstporträt (1945)

Alexander Leo Soldenhoff (auch Soldenhofer; * 13. September 1882 in Genf; † 9. November 1951 in Zürich) war ein Schweizer Kunstmaler und Flugzeugkonstrukteur.

## Leben und Werk

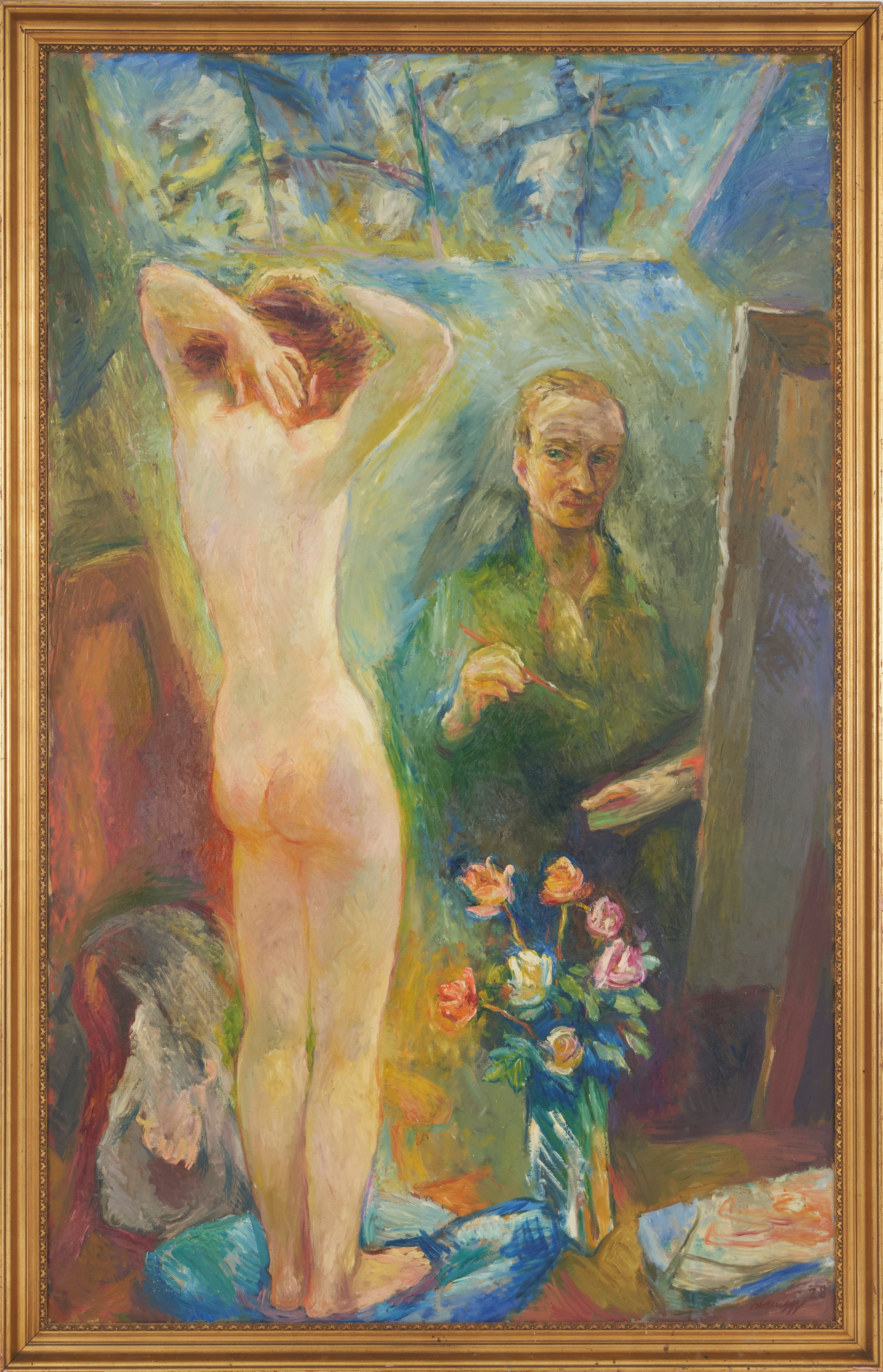
Alexander Leo Soldenhoff: Atelier (1928)

Sein Vater Alexander Jules Jakob Joseph Soldenhoff (1849–1902) war Theatermaler und stammte aus Polen. Die Mutter Césarine Audé stammte aus der Provence. Soldenhoff besuchte die Kunstgewerbeschule Zürich, an der er Schüler Hermann Gattikers war. Gleichzeitig führte ihn Rudolf Koller 1902–1905 in die Maltechnik ein, Koller blieb ihm bis zu seinem Tode (1905) ein väterlicher Berater. 1904 ging Soldenhoff für ein Vierteljahr nach Paris. Zu dem Vorbild Segantinis, der damals stark einwirkte, traten dort vor allem Delacroix, Manet, Rubens und Rembrandt. Vom Dezember 1905 bis 1907 war Soldenhoff als Zeichenlehrer an der Höheren Stadtschule in Glarus tätig. 1906 heiratete er Anna Zweifel. Ausstellungserfolge in München und Frankfurt ermutigten ihn, 1907 nach Frankfurt überzusiedeln, wo er in den Jahren 1908–1912 als Bühnenbildner und künstlerischer Beirat am Schauspielhaus und später auch an der Städtischen Oper wirkte. Ab 1917 hatte er ein kleines Anwesen mit Atelier bei Linthal im Kanton Glarus. Im Juli und August 1919 zeigte er seine Arbeiten in der Genfer Galerie Moos in einer vermutlich verlängerten Ausstellung.

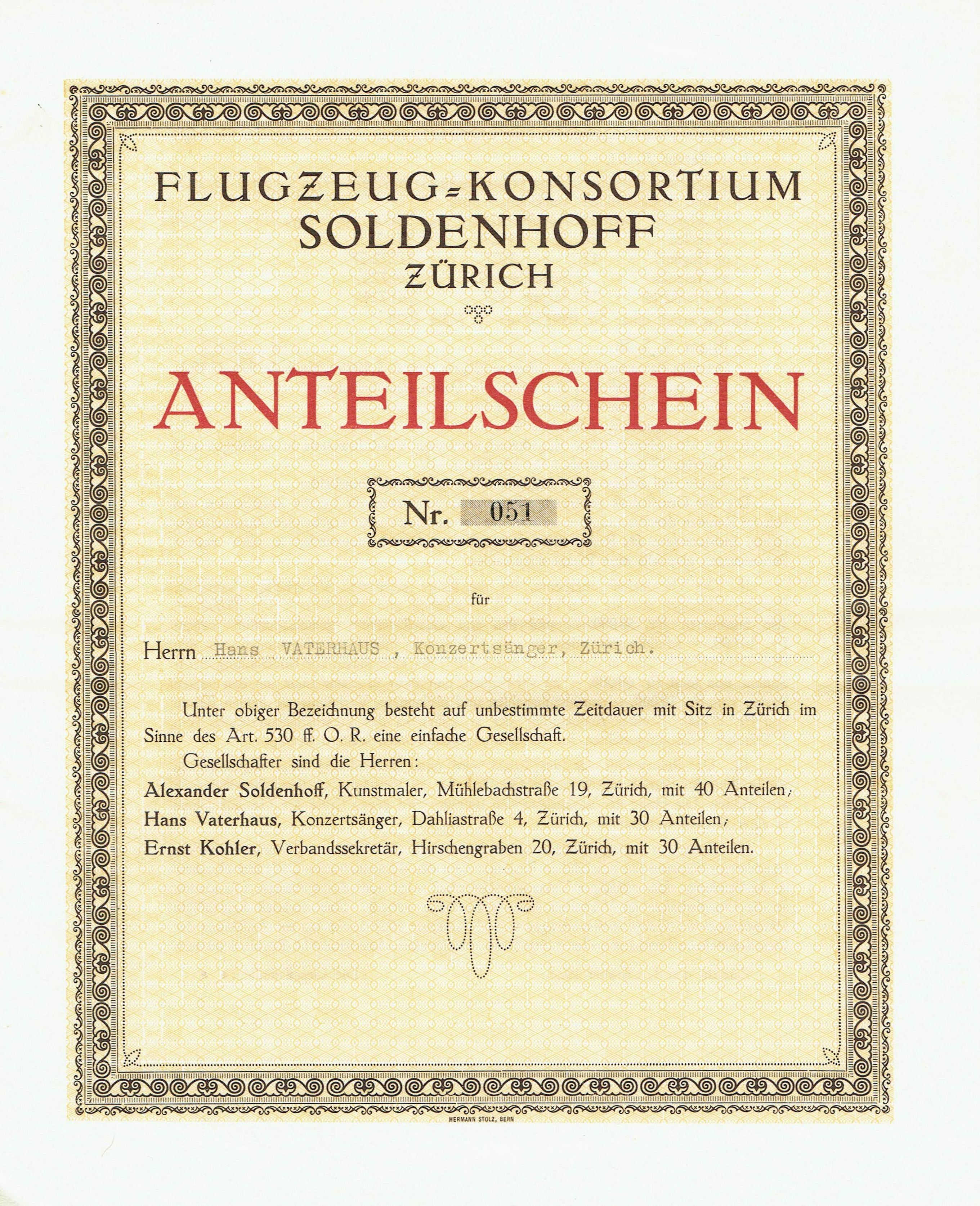
Anteilschein des Flugzeug-Konsortiums Soldenhoff vom 1. Oktober 1928; um die Flugzeugentwicklung zu finanzieren wurde dieses Konsortium gegründet mit dem Ziel eine Aktiengesellschaft zu gründen.

Bereits vor 1907 hatte Soldenhoff in der Schweiz mit selbstgebauten Flugzeugmodellen experimentiert. Sein Hauptziel war die Entwicklung eines schwanzlosen Volks-Flugzeuges. Im Jahre 1912 meldete er sein erstes Patent für ein solches Flugzeug an, aber erst 1927 baute er in Zürich sein erstes Flugzeug mit Motor. Bekannt ist auch eine Fotografie des seltsamen motorlosen Tandem-Doppeldeckers „Bülbül 1“ auf der Rhön. Der Oberflügel war gerade und auf Streben über dem Rumpf befestigt. Am hinteren Ende der kurzen Rumpfgondel war der zweite, stark gepfeilte Flügel in Tiefdeckerbauweise befestigt, der über Elevons verfügte. Der untere Flügel ähnelte schon dem der LF 5.
Noch 1927 siedelte er nach Berlin über, wo er 1928 mit dem Bau des schwanzlosen Nurflügel-Eindeckers LF 5 begann, der 1929 in Düsseldorf von dem bekannten Segelflieger Gottlob Espenlaub fertiggestellt wurde. Dieser erprobte auch anschließend die LF 5, die eine Spannweite von 10 Metern und eine Länge von gut fünf Metern hatte. Der Antrieb bestand aus einem 32 PS leistenden Bristol Cherub III.
Soldenhoff erhielt darauf in Deutschland das Patent für Steuerung schwanzloser Pfeilflugzeuge. Eine Weiterentwicklung bedeutete die danach gebaute A/3, bei der spreizbare Seitenruder etwa im Bereich der Halbspannweite angebracht waren. Soldenhoff gründete im September 1930 in Böblingen mit der „Soldenhoff-Aero-Gesellschaft“ (SAG) sein eigenes Unternehmen. Nach dem Umzug nach Böblingen baute er das vierte schwanzlose Flugzeug A/4.
Nach dem Absturz der A/3 stellte man die Versuche zunächst ein. Aber Soldenhoff gab nicht auf. Noch im Jahre 1931 wurde die A/5 (Luftfahrzeugkennzeichen D-2156) fertiggestellt. Am 27. September 1931 startete der Pilot Riediger von Böblingen nach Dübendorf. Von dort flog er weiter nach Luzern und um den Bürgenstock und ohne zu landen direkt zurück nach Böblingen. Dies bedeutete einen Weltrekord für schwanzlose Leichtflugzeuge. Nachdem jedoch bis 1932 greifbare kommerzielle Erfolge ausgeblieben waren, zogen sich die Geldgeber zurück und die SAG löste sich auf. Daraufhin kehrte er in die Schweiz zurück, wo er nochmal einen Eindecker baute. Heute hängt das einzige erhaltene Soldenhoff-Flugzeug Nr. 6 im Verkehrshaus in Luzern.
Soldenhoffs Partnerin war die Künstlerin Liny Kull. Seine letzte Ruhestätte fand er auf dem Zürcher Friedhof Rehalp. Die Grabstätte wurde aufgehoben.

## Bildergalerie

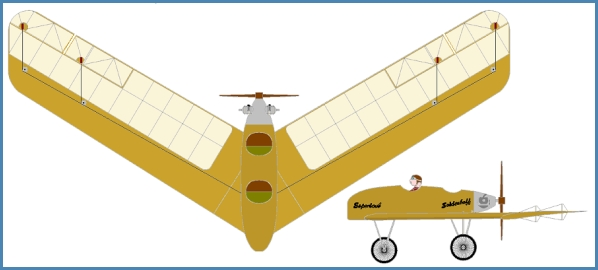
LF 5, 1929
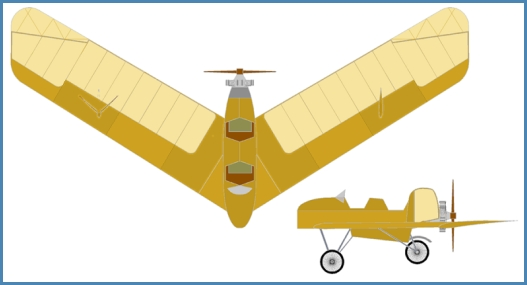
A/3, 1930
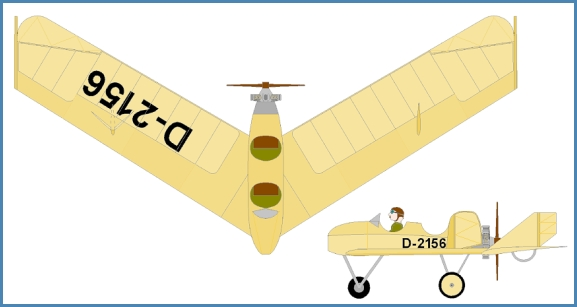
A/5, 1931